# Premi e riconoscimenti di Suzy

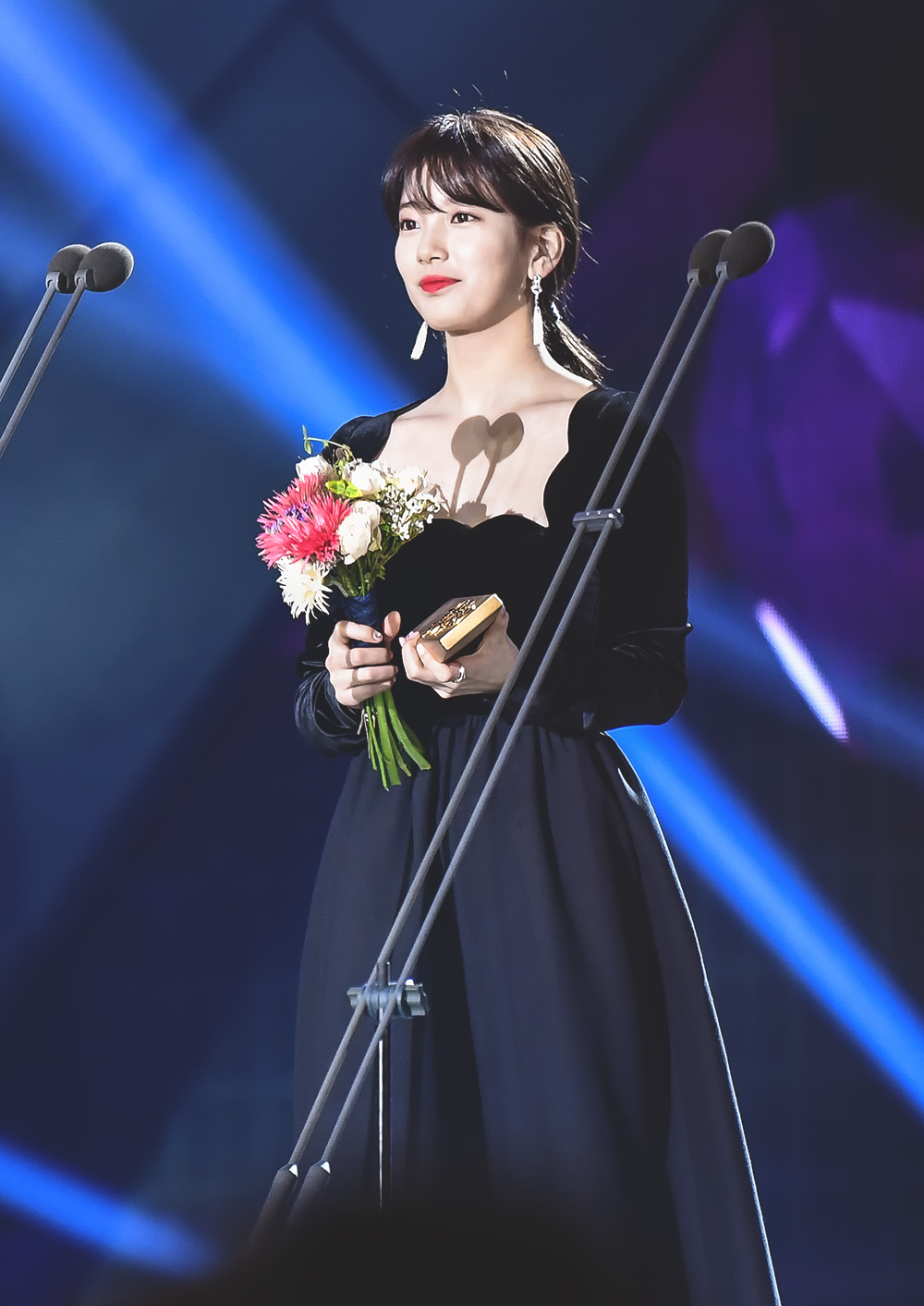
Suzy ai Baeksang Arts Award, 3 maggio 2018.

Questa è una lista dei premi e riconoscimenti ricevuti da Suzy, cantante e attrice sudcoreana.
È stata la prima donna ad aggiudicarsi il riconoscimento come miglior esordiente in tutte e tre le categorie per le quali è previsto – musica (con il suo gruppo, le miss A), televisione e cinema – in Corea del Sud, e la più giovane aggiudicataria di uno Style Icon Award.

## Premi
| Premio                                  | Anno | Categoria                                                              | Ricevente                | Risultato       | Fonti         |
| --------------------------------------- | ---- | ---------------------------------------------------------------------- | ------------------------ | --------------- | ------------- |
| APAN Star Award                         | 2016 | Premio all'eccellenza, attrice in una miniserie                        | Hamburo aeteuthage       | Candidato/a     | [ 3 ]         |
| APAN Star Award                         | 2018 | Premio all'eccellenza, attrice in una miniserie                        | Dangsin-i jamdeun sa-i-e | Candidato/a     | [ 4 ]         |
| APAN Star Award                         | 2018 | Premio K-Star                                                          | Dangsin-i jamdeun sa-i-e | Candidato/a     | [ 4 ]         |
| APAN Star Award                         | 2022 | Premio all'alta eccellenza, attrice in una serie OTT                   | Anna                     | Candidato/a     | [ 5 ]         |
| APAN Star Award                         | 2022 | Premio popolarità - attrici                                            | Anna                     | Candidato/a     | [ 6 ]         |
| Asia Artist Award                       | 2016 | Premio miglior stella                                                  | Hamburo aeteuthage       | Vincitore/trice | [ 7 ]         |
| Asia Artist Award                       | 2017 | Premio stella asiatica, attrice                                        | Dangsin-i jamdeun sa-i-e | Vincitore/trice | [ 8 ]         |
| Asia Artist Award                       | 2018 | Premio celebrità asiatica                                              | Suzy                     | Vincitore/trice | [ 9 ]         |
| Asia Star Entertainment Award           | 2025 | Miglior attrice                                                        | Wonderland               | In attesa       | [ 10 ]        |
| Asian Pop Music Award                   | 2022 | Miglior video musicale straniero                                       | Satellite                | Vincitore/trice | [ 11 ]        |
| Asian Pop Music Award                   | 2022 | Miglior colonna sonora straniera                                       | Inevitable               | Candidato/a     | [ 12 ]        |
| Asian Pop Music Award                   | 2023 | Top 20 delle canzoni straniere dell'anno                               | Ordinary Days            | Vincitore/trice | [ 13 ]        |
| Asian Pop Music Award                   | 2023 | Miglior colonna sonora straniera                                       | Ordinary Days            | Candidato/a     | [ 14 ]        |
| Baeksang Arts Award                     | 2011 | Miglior nuova attrice (TV)                                             | Dream High               | Candidato/a     | [ 15 ]        |
| Baeksang Arts Award                     | 2011 | Attrice più popolare (TV)                                              | Dream High               | Candidato/a     | [ 15 ]        |
| Baeksang Arts Award                     | 2012 | Miglior nuova attrice (Film)                                           | Geonchukhakgaeron        | Vincitore/trice | [ 16 ]        |
| Baeksang Arts Award                     | 2012 | Attrice più popolare (Film)                                            | Geonchukhakgaeron        | Candidato/a     | [ 17 ]        |
| Baeksang Arts Award                     | 2013 | Attrice più popolare (TV)                                              | Big                      | Candidato/a     | [ 18 ]        |
| Baeksang Arts Award                     | 2014 | Attrice più popolare (TV)                                              | Guga-ui seo              | Candidato/a     | [ 19 ]        |
| Baeksang Arts Award                     | 2016 | Attrice più popolare (Film)                                            | Dorihwaga                | Vincitore/trice | [ 20 ]        |
| Baeksang Arts Award                     | 2016 | Premio fashionista InStyle                                             | Suzy                     | Vincitore/trice | [ 21 ]        |
| Baeksang Arts Award                     | 2018 | Attrice più popolare (TV)                                              | Dangsin-i jamdeun sa-i-e | Vincitore/trice | [ 22 ]        |
| Baeksang Arts Award                     | 2023 | Miglior attrice (TV)                                                   | Anna                     | Candidato/a     | [ 23 ]        |
| Blue Dragon Film Award                  | 2012 | Premio popolarità                                                      | Geonchukhakgaeron        | Vincitore/trice | [ 24 ]        |
| Blue Dragon Film Award                  | 2012 | Miglior nuova attrice                                                  | Geonchukhakgaeron        | Candidato/a     | [ 25 ]        |
| Blue Dragon Series Award                | 2023 | Miglior attrice                                                        | Anna                     | Vincitore/trice | [ 26 ]        |
| BreakTudo Awards                        | 2018 | Artista K-pop donna                                                    | Suzy                     | Candidato/a     | [ 27 ]        |
| Buil Film Award                         | 2012 | Miglior nuova attrice                                                  | Geonchukhakgaeron        | Candidato/a     | [ 28 ]        |
| Circle Chart Music Award                | 2017 | Canzone dell'anno – gennaio (con Byun Baek-hyun)                       | Dream                    | Candidato/a     | [ 29 ]        |
| Circle Chart Music Award                | 2018 | Canzone dell'anno – gennaio                                            | Pretend                  | Candidato/a     | [ 30 ]        |
| ContentAsia Award                       | 2023 | Miglior attrice protagonista in un programma/serie TV prodotto in Asia | Anna                     | Vincitore/trice | [ 31 ]        |
| Director's Cut Award                    | 2023 | Miglior attrice                                                        | Anna                     | Vincitore/trice | [ 32 ]        |
| Fashionista Award                       | 2015 | Miglior fashionista – Make-up                                          | Suzy                     | Candidato/a     | [ 33 ]        |
| Fashionista Award                       | 2016 | Miglior guardaroba – donne                                             | Suzy                     | Candidato/a     | [ 34 ]        |
| Fashionista Award                       | 2017 | Miglior fashionista – Red Carpet                                       | Suzy                     | Candidato/a     | [ 35 ]        |
| Fundex Award                            | 2023 | Miglior attrice in un drama OTT                                        | Doona!                   | Candidato/a     | [ 36 ]        |
| Golden Disc Award                       | 2017 | Bonsang digitale (con Byun Baek-hyun)                                  | Dream                    | Vincitore/trice | [ 37 ]        |
| Genie Music Award                       | 2018 | Artista dell'anno                                                      | Suzy                     | Candidato/a     | [ 38 ]        |
| Genie Music Award                       | 2018 | Premio artista donna                                                   | Suzy                     | Candidato/a     | [ 39 ]        |
| Genie Music Award                       | 2018 | Premio popolarità Genie Music                                          | Suzy                     | Candidato/a     | [ 40 ]        |
| Grand Bell Award                        | 2012 | Miglior nuova attrice                                                  | Geonchukhakgaeron        | Candidato/a     | [ 41 ]        |
| InStyle Star Icon                       | 2016 | Miglior idol attrice                                                   | Dorihwaga                | Candidato/a     | [ 42 ]        |
| InStyle Star Icon                       | 2016 | Miglior modella di bellezza                                            | The Face Shop            | Candidato/a     | [ 42 ]        |
| KBS Drama Award                         | 2011 | Miglior nuova attrice                                                  | Dream High               | Vincitore/trice | [ 43 ]        |
| KBS Drama Award                         | 2011 | Miglior coppia (con Kim Soo-hyun)                                      | Dream High               | Vincitore/trice | [ 43 ]        |
| KBS Drama Award                         | 2011 | Premio all'eccellenza, attrice in una miniserie                        | Dream High               | Candidato/a     | [ 44 ]        |
| KBS Drama Award                         | 2012 | Premio popolarità                                                      | Big                      | Vincitore/trice | [ 45 ]        |
| KBS Drama Award                         | 2016 | Miglior coppia (con Kim Woo-bin)                                       | Hamburo aeteuthage       | Candidato/a     | [ 46 ]        |
| KBS Drama Award                         | 2016 | Premio dei netizen                                                     | Hamburo aeteuthage       | Candidato/a     | [ 46 ]        |
| KBS Entertainment Award                 | 2012 | Miglior esordiente donna in un varietà                                 | Cheongchun bulpae 2      | Vincitore/trice | [ 47 ]        |
| KBS Entertainment Award                 | 2012 | Miglior cameo                                                          | Gag Concert              | Vincitore/trice | [ 47 ]        |
| KOPA & Nikon Press Photo Award          | 2019 | Star più fotogenica dell'anno                                          | Suzy                     | Vincitore/trice | [ 48 ]        |
| Korea Drama Award                       | 2011 | Miglior nuova attrice                                                  | Dream High               | Candidato/a     | [ 49 ]        |
| Korea Drama Award                       | 2013 | Premio all'eccellenza, attrice                                         | Guga-ui seo              | Candidato/a     | [ 50 ]        |
| Korea Drama Award                       | 2013 | Miglior coppia (con Lee Seung-gi)                                      | Guga-ui seo              | Candidato/a     | [ 51 ]        |
| Korea First Brand Award                 | 2020 | Attrice dell'anno                                                      | Start-Up                 | Vincitore/trice | [ 52 ]        |
| Korea First Brand Award                 | 2024 | Attrice OTT (Corea)                                                    | Suzy                     | Vincitore/trice | [ 53 ]        |
| Korean Advertisers Association Award    | 2013 | Miglior modella                                                        | Suzy                     | Vincitore/trice | [ 54 ]        |
| MAMA Award                              | 2013 | Miglior OST                                                            | Don't Forget Me          | Candidato/a     | [ 55 ]        |
| MAMA Award                              | 2016 | Miglior collaborazione (con Byun Baek-hyun)                            | Dream                    | Vincitore/trice | [ 56 ]        |
| MAMA Award                              | 2017 | Miglior artista donna                                                  | Suzy                     | Candidato/a     | [ 57 ]        |
| MAMA Award                              | 2017 | Miglior OST                                                            | I Love You Boy           | Candidato/a     | [ 57 ]        |
| MBC Drama Award                         | 2013 | Premio all'alta eccellenza, attrice in una miniserie                   | Guga-ui seo              | Vincitore/trice | [ 58 ]        |
| MBC Drama Award                         | 2013 | Miglior coppia (con Lee Seung-gi)                                      | Guga-ui seo              | Vincitore/trice | [ 58 ]        |
| MBC Drama Award                         | 2013 | Premio popolarità                                                      | Guga-ui seo              | Candidato/a     | [ 59 ]        |
| Melon Music Award                       | 2016 | Miglior R&B / Soul (con Byun Baek-hyun)                                | Dream                    | Vincitore/trice | [ 60 ]        |
| Mnet 20's Choice Award                  | 2011 | Nuova stella popolare                                                  | Dream High               | Vincitore/trice | [ 61 ]        |
| Mnet 20's Choice Award                  | 2012 | Star del cinema popolare                                               | Geonchukhakgaeron        | Vincitore/trice | [ 61 ]        |
| Mnet 20's Choice Award                  | 2013 | 20's Drama Star Female                                                 | Guga-ui seo              | Vincitore/trice | [ 62 ]        |
| MTN Broadcast Advertisement Festival    | 2012 | Women's CF Model Award                                                 | Suzy                     | Vincitore/trice | [ 63 ]        |
| Mwave Drama Award                       | 2014 | Cigno più splendente                                                   | Guga-ui seo              | Vincitore/trice | [ 64 ]        |
| Mwave Drama Award                       | 2014 | Miglior coppia sullo schermo (con Lee Seung-gi)                        | Guga-ui seo              | Vincitore/trice | [ 65 ]        |
| SBS Drama Award                         | 2017 | Premio all'eccellenza, attrice in una drama del mercoledì/giovedì      | Dangsin-i jamdeun sa-i-e | Vincitore/trice | [ 66 ]        |
| SBS Drama Award                         | 2017 | Miglior coppia (con Lee Jong-suk)                                      | Dangsin-i jamdeun sa-i-e | Vincitore/trice | [ 67 ]        |
| SBS Drama Award                         | 2017 | Gran premio (Daesang)                                                  | Dangsin-i jamdeun sa-i-e | Candidato/a     | [ 68 ]        |
| SBS Drama Award                         | 2019 | Premio all'alta eccellenza in una miniserie (donne)                    | Vagabond                 | Vincitore/trice | [ 69 ] [ 70 ] |
| SBS Drama Award                         | 2019 | Miglior coppia (con Lee Seung-gi)                                      | Vagabond                 | Vincitore/trice | [ 69 ] [ 70 ] |
| SBS Drama Award                         | 2019 | Premio dei produttori                                                  | Vagabond                 | Candidato/a     | [ 71 ]        |
| Seoul International Drama Award         | 2012 | Eccezionale attrice coreana                                            | Dream High               | Candidato/a     | [ 72 ]        |
| Seoul International Drama Award         | 2013 | Eccezionale attrice coreana                                            | Guga-ui seo              | Vincitore/trice | [ 73 ]        |
| Seoul International Drama Award         | 2013 | Eccezionale OST coreana                                                | Don't Forget Me          | Candidato/a     | [ 74 ]        |
| Seoul International Drama Award         | 2020 | Eccezionale attrice coreana                                            | Start-Up                 | Vincitore/trice | [ 75 ]        |
| Seoul International Drama Award         | 2023 | Eccezionale OST di un drama                                            | Inevitable               | In attesa       | [ 76 ]        |
| Seoul International Drama Award         | 2023 | Miglior attrice                                                        | Anna                     | Vincitore/trice | [ 77 ]        |
| Seoul International Drama Award         | 2023 | Eccezionale star asiatica - Corea                                      | Anna                     | In attesa       | [ 78 ]        |
| Seoul International Youth Film Festival | 2014 | Miglior giovane attrice                                                | Guga-ui seo              | Candidato/a     | [ 79 ]        |
| Sina Weibo Night Award                  | 2015 | Premio dea                                                             | Suzy                     | Vincitore/trice | [ 80 ]        |
| Style Icon Award                        | 2012 | Icona adolescente di stile                                             | Suzy                     | Vincitore/trice | [ 2 ]         |

## Altri riconoscimenti

### Liste
| Pubblicazione | Anno | Lista                    | Posizione    | Fonti  |
| ------------- | ---- | ------------------------ | ------------ | ------ |
| Forbes        | 2014 | Korea Power Celebrity    | 3            | [ 81 ] |
| Forbes        | 2015 | Korea Power Celebrity    | 34           | [ 82 ] |
| Forbes        | 2016 | Korea Power Celebrity    | 39           | [ 83 ] |
| Forbes        | 2017 | Korea Power Celebrity    | 6            | [ 84 ] |
| Forbes        | 2018 | Korea Power Celebrity    | 12           | [ 85 ] |
| Forbes        | 2021 | Korea Power Celebrity    | 23           | [ 86 ] |
| Forbes        | 2022 | Korea Power Celebrity    | 22           | [ 87 ] |
| Forbes        | 2025 | Korea Power Celebrity    | 38           | [ 88 ] |
| Forbes        | 2020 | Asia's 100 Digital Stars | Classificata | [ 89 ] |
| Forbes        | 2021 | 30 Under 30 Asia         | Classificata | [ 90 ] |